# کله‌جوش
کله‌جوش یا کاله‌جوش یکی از خوراکی‌های ایرانی است. از نام‌های دیگر آن می‌توان به «کشک کله‌جوش»، (کشکو) «اشکنه کل‌جوش»، «قتقو»، «دفکلی»، و «دوغ‌گرم» اشاره کرد. در زمان های نه چندان دور، این غذا یکی از غذاهای متداول در میان ایرانی‌ها بوده است.

## ریشه و اصالت غذا
دربارهٔ ریشهٔ دقیق و تاریخچهٔ غذای کله‌جوش کمتر اطلاعاتی موجود است و مبتنی بر فرضیات و گفته‌های محلی می‌باشد.
وجه تسمیه ی این غذا در این است که هنگام پخت کالجوش در مرحله ی آخر دوغ، ماست یا کشک همراه با کمی آب افزوده می‌شود و مرتب هم زده می‌شود.‌ با دیدن اولین قل باید اجاق را خاموش کرد؛ وگرنه بریده بریده می‌شود. به همین دلیل نام این غذا از ترکیب دو‌ کلمه ی کال (نرسیده) و جوش (جوشیده) به وجود آمده است. اما غذاهای دیگر همیشه کاملا جوشیده می‌شود.
این غذا به عنوان یک غذای سنتی و منحصر به فرد در برخی از مناطق ایران مانند اصفهان و کرمانشاه، شناخته شده است.
اگرچه کلیت دستور پخت این غذا یکسان است اما در هر منطقه ی ایران، تغییراتی متناسب با ذائقه ی مردم منطقه در آن ایجاد شده است.
# کالجوش مشهدی
1. کالجوش بجنوردی
2. کالجوش بریجندی یا قروتی
3. کالجوش سبزواری
4. کالجوش کاشمری
5. کالجوش اصفهانی
6. کالجوش آذری
7. کالجوش تبریزی
8. کالجوش کرمانی
9. کالجوش با ماست و رب گوجه‌فرنگی
10. کالجوش زنجانی
11. کالجوش خوی
12. کالجوش بروجنی
13. کالجوش اراکی
14. کالجوش قزوینی
15. کالجوش بوشهری
16. کالجوش سمنانی
17. کالجوش با مرغ

## مواد لازم برای تهیه کله‌جوش
- کشک ساییده
- پیاز ساطوری
- مغز گردوی نیم‌کوب
- روغن
- زردچوبه
- نعنای خشک
- شیرین بیان سابیده شده-یک قاشق غذاخوری

## طرز پخت کله‌جوش
روغن را در دیگچه روی آتش ملایم داغ می‌کنند و پیاز را تفت می‌دهند؛ سپس کمی زردچوبه به آن اضافه می‌کنند و هم می‌زنند. بعد از طلایی شدن پیاز، زمان اضافه کردن گردو و نعنا می رسد. کمی بعد کشک کاملاً سابیده شده را به‌ همراه مقداری آب اضافه می‌کنند و خوب آن را هم می‌زنند. قبل از اینکه کشک جوش بخورد یا با اولین قل خوردن غذا را از روی گاز برمی‌دارند. بسته به سلیقه می‌توان ادویه‌های دیگری مانند شیرین بیان هم اضافه کرد. نکته مهم این است که کشک نباید جوش بخورد و قل بزند وگرنه خراب می‌شود. اکنون کالجوش آماده است. مقداری نان را خرد کرده و به آن اضافه می کنند. اکنوم ترید کالجوش آماده است. هنگام سرو این غذا حتما پیاز سفید سر سفره گذاشته می شود.
در برخی مناطق از دوغ به جای کشک استفاده می شود.